# Cristiano Fusari
Cristiano Fusari (Tione di Trento, 3 ottobre 1991) è un giocatore di calcio a 5 ed ex calciatore italiano.

## Carriera

### Club
Fusari inizia la carriera giocando a calcio, disputando con il Comano Terme Fiavè un campionato di Eccellenza e uno di Promozione. Nel 2012 passa al calcio a 5 accordandosi con il Verona in Serie A, dove si divide tra Under 21 e prima squadra con la quale mette a segno 5 reti. La stagione successiva si trasferisce alla Tridentina: in Serie A2 mette a segno 23 reti, contribuendo in maniera determinante alla salvezza dei trentini. Nell'estate del 2014 si trasferisce sempre in Serie A2 all'ambiziosa Cogianco con la quale conquista la promozione nella massima serie tramite i play-off. Come fuori quota, è inoltre aggregato alla formazione Under-21 che vince lo scudetto di categoria. Confermato anche in Serie A, gioca con la Cogianco solamente alcune partite prima di tornare in cadetteria con il Prato. Terminato il prestito torna alla Cogianco con la quale disputa una stagione positiva, tanto da risultare il miglior marcatore italiano della Serie A con 15 reti. A fine stagione, complice una nuova rinuncia della compagine laziale, segue mister Juanlu Alonso al Kaos.

### Nazionale
Dopo alcune apparizioni con la Italia Under-21 e con quella sperimentale, il 7 dicembre 2016 debutta nella nazionale maggiore nel corso dell'amichevole vinta dagli azzurri per 2-1 contro la Slovenia. Il 28 gennaio 2018 viene inserito da Roberto Menichelli nella lista definitiva dei convocati per l'Europeo 2018.

## Palmarès

### Competizioni giovanili
- Campionato italiano Under-21: 1
Cogianco: 2014-2015[6]

### Competizioni nazionali
- Coppa della Divisione: 1
Kaos: 2017-2018
- Campionato di Serie A2: 1
Ecocity: 2022-2023 (girone B)